# 高松中央高等学校

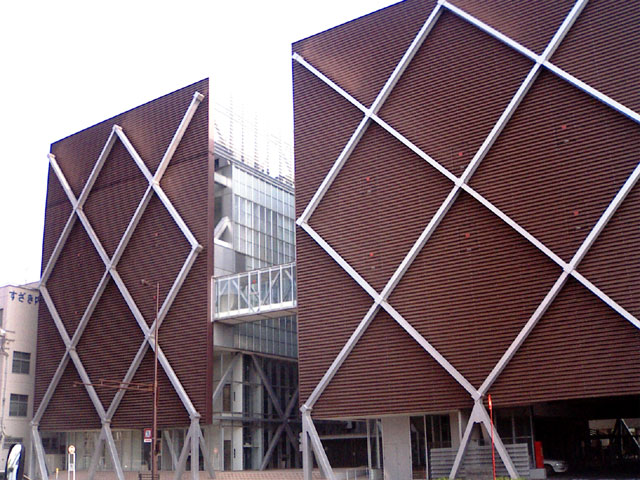
体育館・事務棟

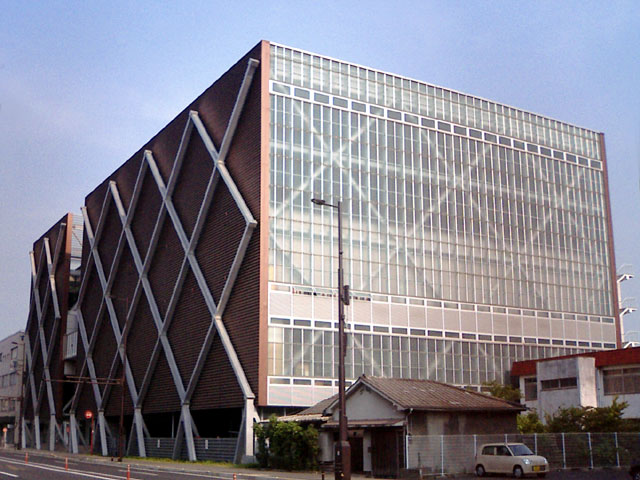
体育館の側面

高松中央高等学校 （たかまつちゅうおうこうとうがっこう）は、香川県高松市松島町一丁目に所在する私立高等学校。1899年、高松和洋技芸女学校として設立されて以来、市内の私立高校では最も古い歴史を持つ。なお三木町にはサッカー場と野球場を備えた運動施設を持っている。

## 設置課程
全日制課程
- 普通科
  - 特別進学コース
  - 進学コース
  - 総合進学コース
- 商業科（商業に関する学科）
  - ビジネスコース
  - 情報コース

通信制課程
- 普通科
  - 週1回コース
  - 集中スクーリングコース

## 沿革
- 1899年（明治32年）5月 - 高松和洋技芸女学校設立。
- 1927年（昭和2年）4月 - 高松和洋高等女学校に改制。
- 1934年（昭和9年）4月 - 高松女子商業学校を併設。
- 1948年（昭和23年）4月 - 新制高等学校、高松女子商業高等学校設置。
- 1951年（昭和26年）3月 - 学校法人高松女子商業高等学校に組織変更。
- 1974年（昭和49年）4月 - 校名を高松中央高等学校と改称。普通科を新設、男女共学となる（商業科は引き続き女子のみ）。
- 1978年（昭和53年）12月 - 第二体育館・部室棟竣工。
- 1984年（昭和59年）12月 - 鉄筋3階建西館校舎増改築。
- 1991年（平成3年）3月 - 青嵐荘（合宿所）落成式｡
- 1994年（平成6年）1月 - 三木町運動施設（サッカー場）建設。
- 1997年（平成9年）5月 - スペイン、セバスチャン市・エキンザ学園と姉妹校縁組。
- 1999年（平成11年）
  - 5月 - 体育館・事務所棟竣工｡
  - 11月 - 100周年記念式典挙行。
- 2005年（平成17年）4月 - 三木町運動施設（野球場）建設。
- 2007年（平成19年）12月 - 新校舎竣工落成式。
- 2012年（平成24年）4月 - 通信制課程（広域通信制、単位制）併設。
- 2014年（平成26年）4月 - 商業科が男女共学となり、これにより香川県の高校はすべて完全共学となった。

## 最寄駅
- 高松琴平電気鉄道
琴平線、長尾線、志度線: 瓦町駅
志度線: 今橋駅 - 松島二丁目駅

なお、本校前にことでんバス「高松中央高校前」バス停があるが、下笠居線の県立中央病院行き系統（行先番号：下り23・上り24）のみが通る。本数も少ない（1日4往復）。

## 著名な出身者
- 森田遥 - プロゴルファー
- 喜田純鈴 - 新体操選手